# هيرميس راميريز
هيرميس راميريز هو منافس ألعاب قوى كوبي، ولد في 7 يناير 1948 في غونتانامو في كوبا.

## وصلات خارجية
- هيرميس راميريز على موقع الاتحاد الدولي لألعاب القوى (الإنجليزية)
- هيرميس راميريز على موقع اللجنة الأولمبية الدولية (الإنجليزية)
- هيرميس راميريز على موقع أوليمبيديا (الإنجليزية)